# Naturland
Naturland (abans Naturlàndia, nou nom per intentar modernitzar el parc l'any 2021) és un parc temàtic multiactivitat altament deficitari situat a la muntanya de la Rabassa, a Sant Julià de Lòria, Andorra. Té el tobogan alpí més llarg del món, el Tobotronc.
És una iniciativa inaugurada el 2008 pel comú de la parròquia amb la intenció de dinamitzar el Camp de Neu de la Rabassa, l'única estació d'esquí de fons del Principat. Fins a l'any 2007 les instal·lacions només s'utilitzaven durant la temporada d'esquí o bé com a camp de tir al plat. Anys després, després d'intentar reflotar el negoci, actualment es planteja el seu tancament ordenat el març de 2025 per tal de fer front a la seva inviabilitat econòmica, el mal ambient entre el personal, la manca d'inversions i la mala relació de l'equip directiu amb els cònsols.
Naturland es divideix en dues cotes, la primera a una alçada de 1.600 metres i la segona a una de 2.060 metres. Disposa d'una granja escola i un amfiteatre per a 70 persones.
També s'han produït accidents considerables amb ferits molt greus que han portat al desprestigi de la destinació. El 2018 una dona de Sabadell va resultar ferida molt greu en sortir volant del Tobotronc.